# Maurice Chevalier Sings Broadway
Albums de Maurice Chevalier
Today
(1959) A Tribute to Al Jolson
(1959)

Maurice Chevalier Sings Broadway est l'un des six albums américains enregistrés par Maurice Chevalier entre 1958 et 1960.

## Liste des titres
1. "Give My Regards to Broadway" - 1:34
2. "I've Grown Accustomed to Her Face" - 2:32
3. "C'est magnifique" - 1:55
4. "Just in Time" - 1:54
5. "Some Enchanted Evening" - 2:35
6. "It's All Right with Me" - 2:27
7. "Get Me to the Church on Time" - 1:33
8. "I Love Paris" - 2:26
9. "All of You" - 2:33
10. "Do It Again" - 2:09
11. "A New-Fangled Tango" - 1:58
12. "Almost Like Being in Love" - 2:18